# Edward Boscawen
Pour les articles homonymes, voir Boscawen.
Edward Boscawen, né le 19 août 1711 à Tregothnan en Cornouailles et mort le 10 janvier 1761 à Hatchlands Park dans le Surrey, est un officier de marine et homme politique britannique. Admiral dans la Royal Navy pendant la guerre de Succession d'Autriche et la guerre de Sept Ans, il sera élu Member of Parliament pour le borough de Truro, en Cornouailles. Il est principalement connu pour ses commandements tout au long du XVIIIe siècle et aux combats qu'il a remporté sur mer, parmi lesquels le siège de Louisbourg en 1758 et la bataille de Lagos en 1759. Il est également connu pour être l'officier ayant signé l'ordre autorisant l'exécution de l'amiral John Byng après que celui-ci fut passé en cour martiale en 1757 après son échec à la bataille de Minorque et la prise de l'île par les Français.
Comme de nombreux officiers à l'époque, Boscawen mène, en parallèle de sa carrière militaire, une carrière politique. Il est élu Member of Parliament pour Truro de 1742 jusqu'à sa mort bien que ses longues campagnes en mer l'aient empêché de siéger et de jouer un rôle actif au Parlement. Il est également désigné comme l'un des Lords Commissioners of the Admiralty et siège au Board of Admiralty à partir de 1751 et nommé membre du Conseil privé en 1758, deux fonctions qu'il occupe jusqu'à sa mort en 1761.

## Biographie

### Origines et jeunesse
Edward Boscawen naît à Tregothnan, en Cornouailles (Angleterre), le 19 août 1711. Il est le troisième fils d'Hugh Boscawen, 1er vicomte Falmouth (1680–1734) et de sa femme Charlotte Godfrey (morte en 1754) fille aînée et héritière du colonel Charles Godfrey (en), « master of the jewel office » et de sa femme Arabella Churchill, maîtresse du roi Jacques II d'Angleterre. Les Boscawen appartenaient à une vieille famille dont le nom provenait de leur lieu de résidence à Cornwall, Boscawen Ros ou la vallée des sureaux.
Le jeune Edward intègre la Royal Navy à l'âge de 12 ans à bord du HMS Superb, de 60 canons, le 3 avril 1726. Le Superb est envoyé dans les Indes occidentales sous les ordres de l'amiral Francis Hosier. Dix-neuf mois après son entrée en service, il est nommé midshipman. Boscawen sert trois ans sur le Superb, pendant la durée de la guerre anglo-espagnole. Par la suite, il est affecté successivement à bord du HMS Canterbury, du HMS Hector et du HMS Namur sous les ordres de l'amiral Sir Charles Wager. C’est dans les eaux territoriales anglaises et en Méditerranée qu’il fait son apprentissage de la navigation. Il se trouve à bord du Namur lorsque ce vaisseau se rend à Cadix et à Livourne à la suite de la signature du traité de Séville qui met fin aux hostilités entre les royaumes de Grande-Bretagne et d'Espagne. Le 25 mai 1732, Boscawen est promu lieutenant et, au mois d'août de la même année, il rejoint son ancien navire, l'Hector, vaisseau de quatrième rang de 44 canons, envoyé dans la Méditerranée. Il reste à bord jusqu'au 16 octobre 1735, date à laquelle il est promu et transféré sur le HMS Grafton, de 70 canons. Le 12 mars 1736 ou 1737, Boscawen est promu par Admiral Sir John Norris et nommé au commandement temporaire du HMS Leopard de 50 canons. Sa promotion est confirmée par le Board of Admiralty. En juin 1738, Boscawen reçoit le commandement du HMS Shoreham, un petit vaisseau de sixième rang de 20 canons. Il reçoit l'ordre d'accompagner l'amiral Edward Vernon dans les Indes occidentales en préparation du nouveau conflit qui se profilait contre l'Espagne.

### Guerre de l'oreille de Jenkins
Pour un article plus général, voir Guerre de l'oreille de Jenkins.

#### Portobelo
La guerre de l'oreille de Jenkins fournit à Boscawen sa première occasion de se distinguer au combat et, lorsque le Shoreham est déclaré inapte au service il se porte volontaire pour accompagner Vernon et sa flotte, envoyée attaquer la ville de Porto Bello (dans l'actuel Panama).

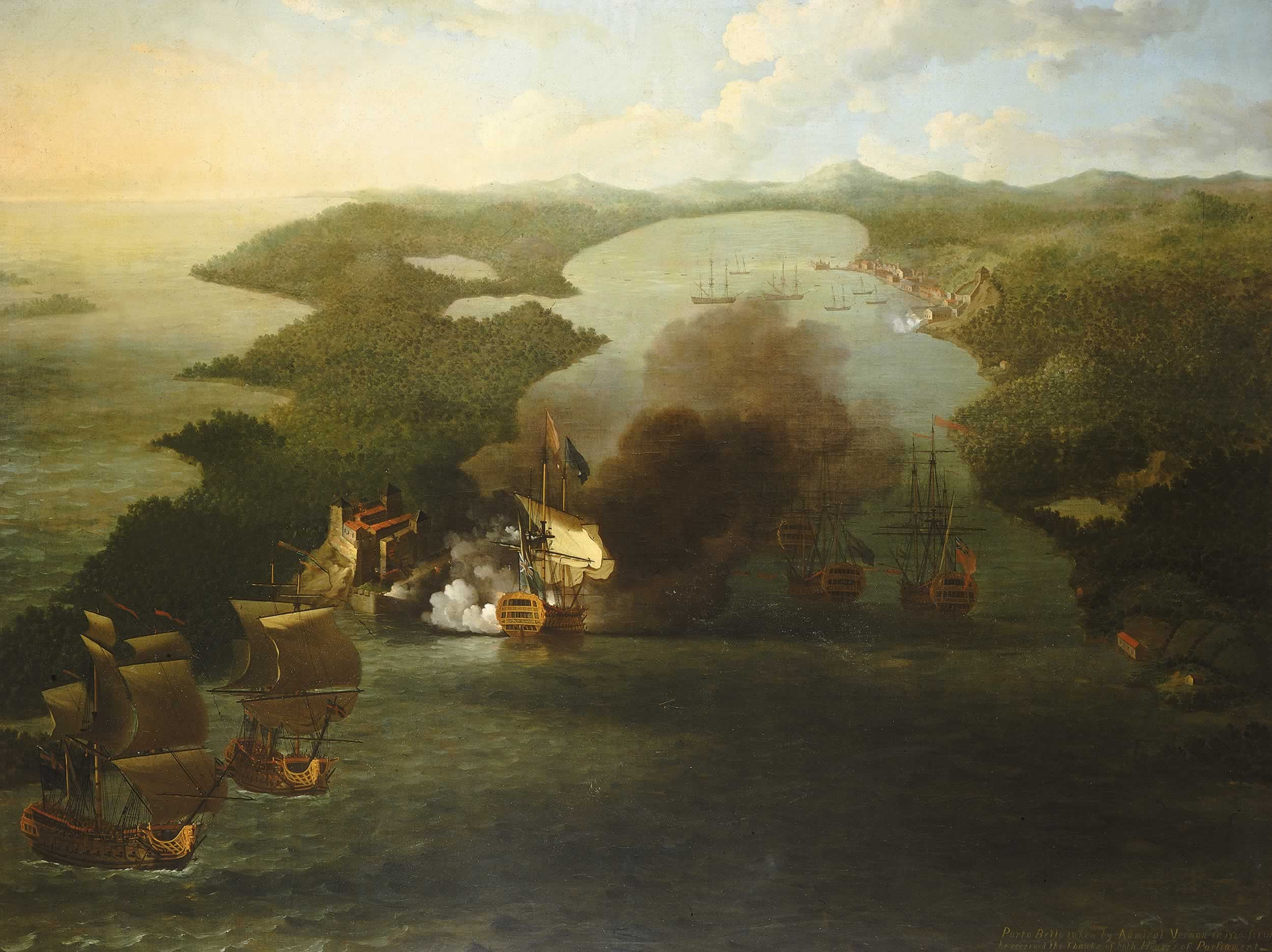
The bombardment of Portobelo (Le bombardement de Portobelo)
par Samuel Scott.

Pendant le siège, Boscawen reçoit l'ordre, en compagnie de Sir Charles Knowles, de détruire les forts qui protégeaient la ville,. Cette tâche prendra trois semaines aux forces britanniques et nécessitera 122 barils de poudre à canon, mais les forts finiront par tomber. Ce succès de la flotte de Vernon est fêté en Grande-Bretagne comme un fait d'armes exceptionnel et, dans l'emballement qui suit l'annonce de la victoire le chant patriotique Rule, Britannia! est joué pour la première fois. Des rues sont nommées d'après Porto Bello à travers la Grande-Bretagne et ses colonies. Lorsque la flotte regagne Port Royal, en Jamaïque, le Shoreham avait été radoubé et Boscawen put reprendre son commandement.

#### Carthagène des Indes
Pour un article plus général, voir Siège de Carthagène des Indes (1741).

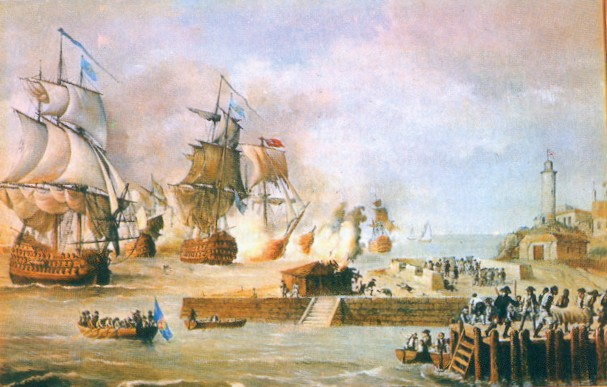
Attaque sur Carthagène des Indes par les Britanniques en 1741, huile sur toile, XVIIIe siècle.

En 1741, Boscawen fait partie de la flotte envoyée pour attaquer un autre port caribéen, Carthagène des Indes. D'importants renforts avaient été envoyés de Grande-Bretagne, parmi lesquels 8 000 soldats qui sont débarqués pour attaquer la chaine de forteresses entourant la cité coloniale espagnole. Sur place, les Espagnols disposent de 6 000 hommes appartenant aux troupes régulières et à la marine, auxquels s'ajoutaient quelques loyalistes issus des populations locales. Le siège dure plus de deux mois durant lesquels pertes britanniques s'élèvent à 18 000 hommes, la grande majorité meurent de maladie. La flotte de Vernon souffre de dysenterie, de scorbut, de fièvre jaune et d'autres maladies très fréquentes à cette période dans les Caraïbes. Ces lourdes pertes entraînent la chute du gouvernement du Premier ministre Robert Walpole et le roi George II retire le soutien qu'il avait promis aux Autrichiens si les Prussiens avançaient en Silésie. La défaite de Vernon contribue au renforcement des hostilités pendant la guerre de Succession d'Autriche. Boscawen était cependant parvenu à se distinguer une fois de plus. Les forces terrestres qu'il commandaient avaient été décisive dans la capture du Fort San Luis ainsi que celle de la forteresse de Boca Chica et, avec Knowles il avait détruit les forts capturés lorsque le siège avait été abandonné. En récompense de ses services, il est promu au commandement du HMS Prince Frederick, de 70 canons, en remplacement d'Aubrey Beauclerk qui était mort pendant le siège.

### Guerre de Succession d'Autriche
En 1742, Boscawen retourne en Angleterre où le Prince Frederick est désarmé et Boscawen rejoint la flotte commandée par l'amiral Norris à bord du HMS Dreadnought de 60 canons. La même année, il est élu Member of Parliament pour le borough de Truro, un siège qu'il occupera jusqu'à sa mort,.
En 1744, les Français planifient une invasion de la Grande-Bretagne et Boscawen sert sous les ordres de l'amiral Norris lorsque la flotte française est aperçue. La flotte française, placée sous le commandement du comte de Roquefeuil, doit battre en retraite après avoir été dispersée par une violente tempête dans la Manche.
Alors qu'il croisait dans la Manche, Boscawen parvient à capturer la frégate Médée, commandée par M. de Hocquart. Il s'agit du premier bâtiment capturé sur mer pendant la guerre de Succession d'Autriche. La Médée est vendue et transformée en navire corsaire sous le nom de Boscawen, elle est confiée à George Walker (en).
À la fin de l'année 1744, Boscawen reçoit le commandement du HMS Royal Sovereign, navire de garde au mouillage de Nore. Il commande ce navire jusqu'en 1745, date à laquelle il est affecté sur l'un de ses anciens navires, le HMS Namur qui avait été réduit (razée) de 90 à 74 canons,. Il est nommé à la tête d'une petite escadre appartenant à la flotte du vice-amiral Martin dans la Manche.

#### Première bataille du cap Finisterre

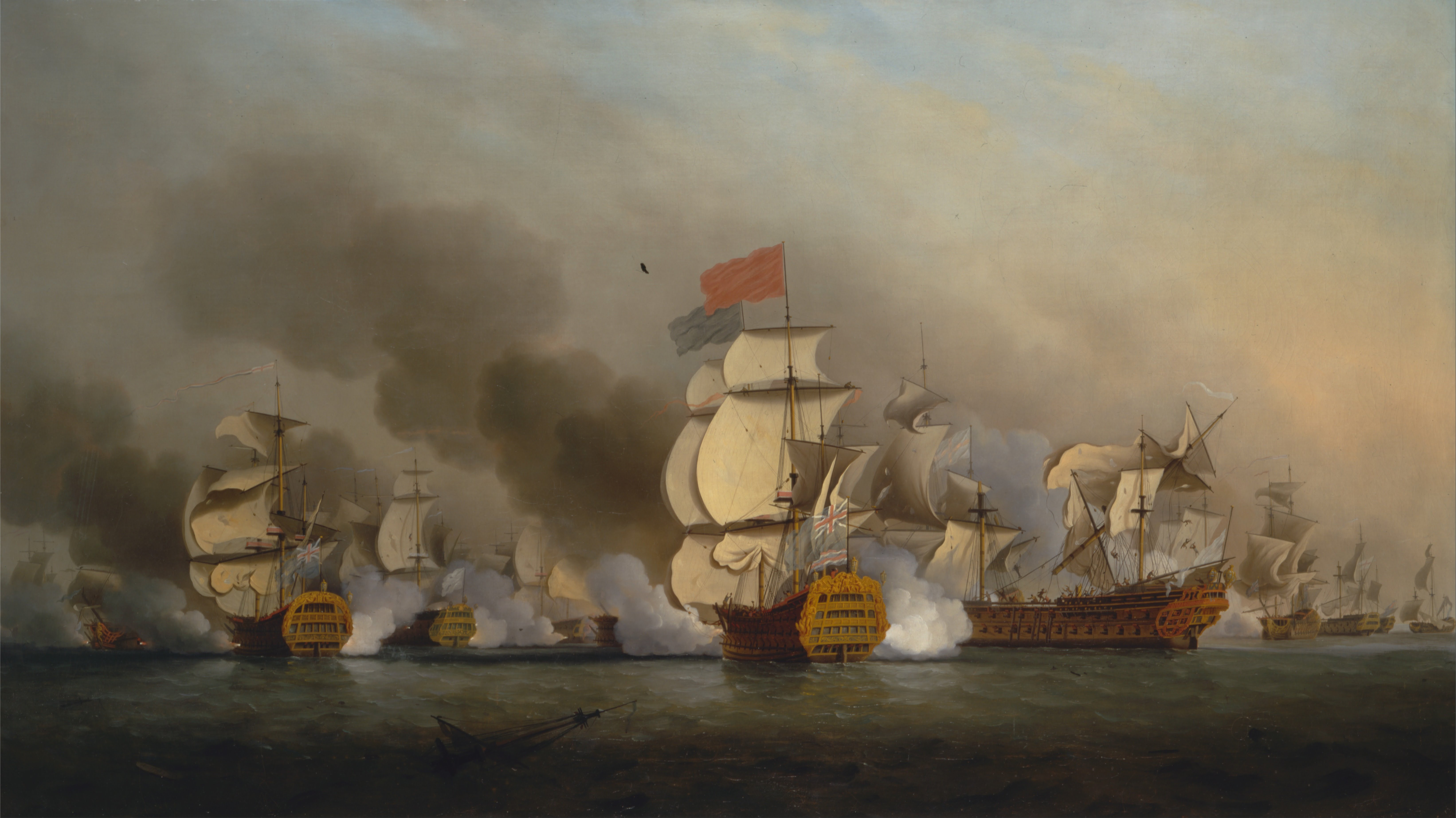
Battle of Cape Finisterre 1747
par Samuel Scott

En 1747, Boscawen reçoit l'ordre de rejoindre l'amiral Anson et prend une part active au première bataille du cap Finisterre,. La flotte britannique aperçoit la flotte française le 3 mai. Les vaisseaux française, placés sous le commandement du marquis de la Jonquière escortaient une flotte marchande à destination de la France lorsque les Britanniques attaquent. Les vaisseaux de guerre français sont presque tous capturés, à l'exception de deux d'entre eux, les Britanniques parviennent également à prendre six merchantmen. Boscawen est blessé à l'épaule pendant le combat par une balle de mousquet. Le capitaine français, M. de Hocquart, est fait prisonnier par Boscawen pour la seconde fois et emmené en Angleterre pour y être détenu.

#### Commandement dans les Indes
Boscawen est promu Rear-admiral of the Blue (contre-amiral de l'escadre bleue) le 15 juillet 1747 et est nommé au commandement d'une opération conjointe avec l'armée de terre dans les Indes orientales. Arborant son pavillon amiral sur le Namur il est à la tête d'une flotte de six vaisseaux de ligne, de quelques men of war et d'un certain nombre de navires de transports de troupes. La flotte de Boscawen quitte l'Angleterre le 4 novembre 1747. Lors de ce voyage en direction de l'est, Boscawen tente de capturer par surprise l'Isle de France mais son attaque échoue et il est repoussé par les forces françaises. Boscawen continue sa route et parvient à Fort St. David, situé à proximité de la ville de Gondelour, le 29 juillet 1748 et relève l'amiral Griffin de son commandement. À son départ d'Angleterre, Boscawen avait reçu l'ordre de capturer et détruire le principal établissement français dans les Indes, Pondichéry. Cette opération sera un échec flagrant, Boscawen manque d'expérience en matière d'offensives terrestres et les officiers d'artillerie placés sous ses ordres commettent plusieurs erreurs. Par ailleurs, l'échec de l'attaque est due au fait que le secret de l'opération ait été éventé et au talent gouverneur français Joseph François Dupleix. Les troupes britanniques, fortes de quelque 5 000 hommes capturent et détruisent le fort d'Aranciopang situé en périphérie de la ville. Cette capture est le seul succès de l'opération et, après avoir échoué à ouvrir une brèche dans les murs de Pondichéry, les forces britanniques se replient. Parmi les combattants présents lors de cette opération figuraient le jeune enseigne Robert Clive, qui sera surnommé par la suite « Clive of India », et le major Stringer Lawrence, futur Commander-in-Chief, India. Lawrence est capturé par les Français durant la retraite et ne sera échangé qu'après que la nouvelle de la signature du Traité d'Aix-la-Chapelle sera parvenue en Inde. Pendant la saison de la mousson, Boscawen reste à Fort St David. Il a la chance de se trouver à terre, en compagnie de son état-major, lorsqu'une tempête balaie la région et entraine par le fond son vaisseau-amiral le HMS Namur, avec plus de 600 hommes à son bord.
Boscawen rentre en Angleterre en 1750. En 1751, Anson devient First Lord of the Admiralty et demande à Boscawen de siéger à l'Admiralty Board (Conseil de l'Amirauté). Boscawen sera l'un des Lord Commissaires de l'Amirauté jusqu'à sa mort.

### Guerre de Sept Ans
Pour un article plus général, voir Guerre de Sept Ans.

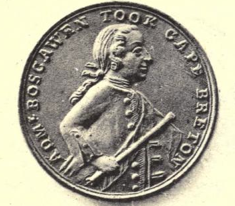
Médaille frappée à l'effigie d'Edward Boscawen

Le 4 février 1755, Boscawen est élevé au rang de vice-amiral et reçoit le commandement d'une escadre stationnée dans la North American Station. Bien que la Grande-Bretagne et la France ne soient pas alors formellement en guerre, des préparatifs sont faits dans l'optique d'un conflit considéré comme inévitable. Une escadre de vaisseaux français, peu armés, est envoyée à destination du Canada avec à son bord des renforts et Boscawen reçoit l'ordre de l'intercepter. L'ambassadeur français à Londres, le duc de Mirepoix avait informé le gouvernement de George II que tout acte d'hostilité perpétré par un bâtiment britannique serait considéré comme un casus belli. Un épais brouillard empêche Boscawen d'effectuer sa mission de reconnaissance et d'interception, mais, le 8 juin, sa flotte entre en vue de l'Alcide, du Lys et du Dauphin Royal au large du cap Ray, près de Terre-Neuve. Dans le combat qui s'ensuit les Britanniques capturent l'Alcide et le Lys mais le Dauphin Royal parvient à s'échapper à la faveur du brouillard. Parmi les 1 500 Français faits prisonniers figurait le capitaine de l'Alcide, M. de Hocquart, fait prisonnier par Boscawen pour la troisième fois,,. Une somme de 80 000 £ destinée au paiement des soldes des soldats français est saisie à bord du Lys. Boscawen, en tant qu'amiral de la flotte, eut droit à ce titre à une importante part de prise. La flotte britannique se dirige alors vers Halifax pour se regrouper mais une épidémie de fièvre se répand parmi les équipages et Boscawen est contraint d'ordonner le retour en Angleterre. La maladie décime près de 2 000 marins.

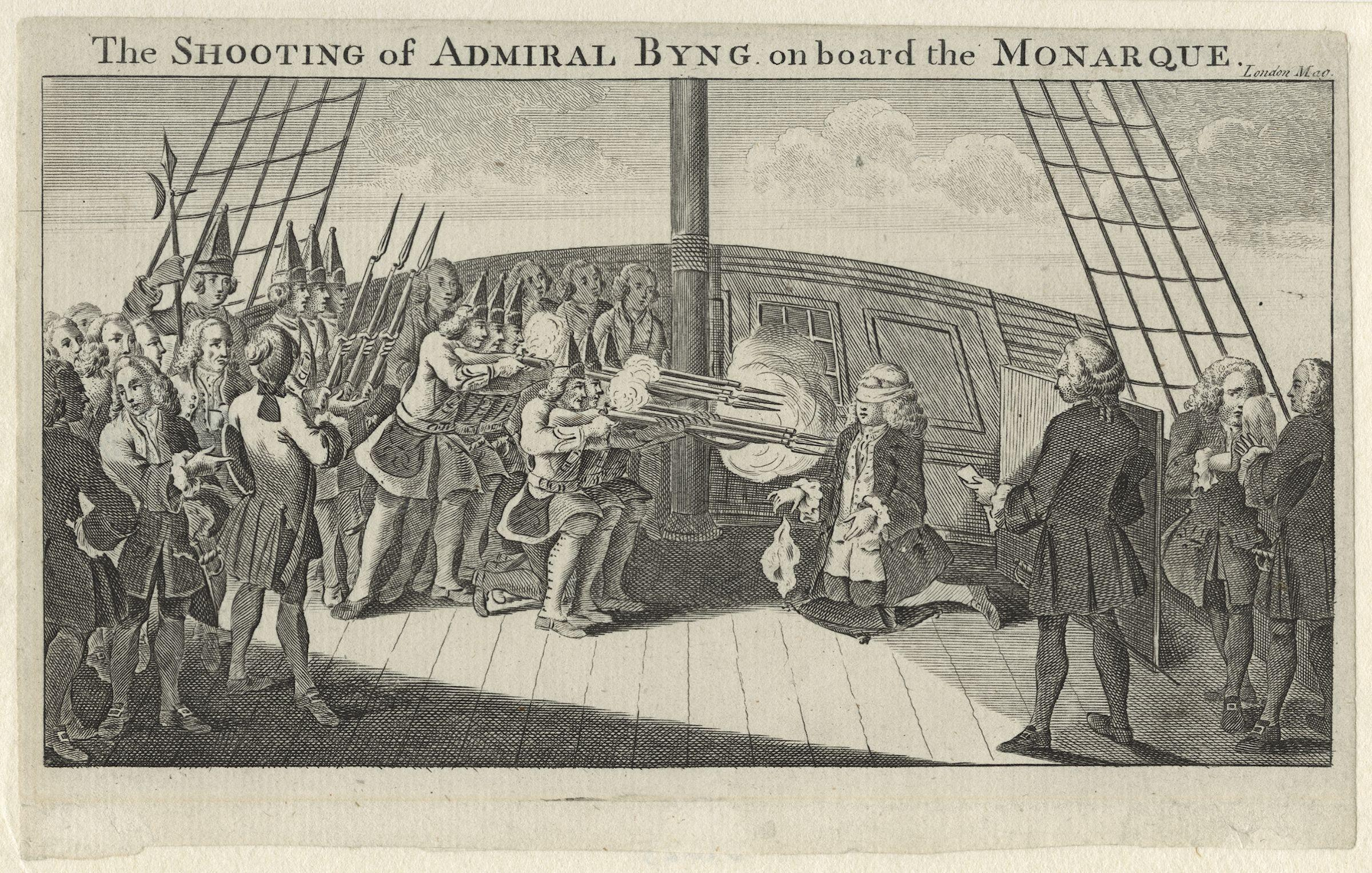
L'exécution de l'Amiral John Byng à bord du

Boscawen réintègre la Channel Fleet et est nommé commander-in-chief Portsmouth pendant le jugement de l'amiral John Byng. Boscawen signe l'ordre d'exécution après que le Roi a refusé d'accorder son pardon à l'infortuné amiral.

#### Siège de Louisbourg
Pour un article plus général, voir Siège de Louisbourg (1758).

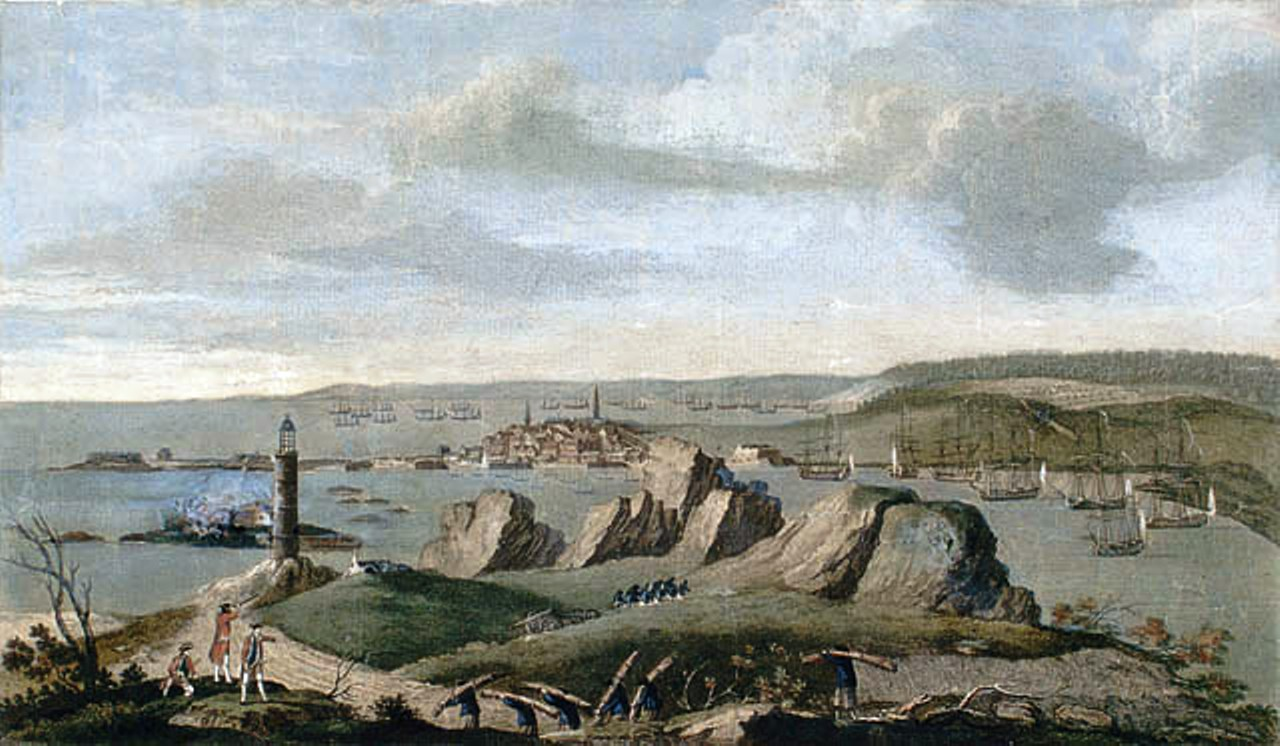
Le siège de Louisbourg (1758)

En octobre 1757, Boscawen est nommé commandant en second de l'amiral Edward Hawke. Le 7 février 1758, Boscawen est promu au rang d'Admiral of the Blue squadron (Amiral de l'escadre bleue) et reçoit l'ordre de conduire une flotte dans les eaux nord-américaines. Sur place, il prend la tête des opérations navales dans le cadre du siège de Louisbourg, à l'embouchure du Saint-Laurent, durant les mois de juin et juillet 1758. Au cours de ce siège, plutôt que de confier la responsabilité de l'assaut terrestre à un officier de marine, l'armée britannique est placée sous les ordres du général Jeffery Amherst et du général James Wolfe. Il reçoit la reddition des Français après six semaines de siège. La chute de Louisbourg est déterminante dans la capture, par les Britanniques, des possessions françaises au Canada. Wolfe utilise Louisbourg comme un point de départ pour lancer le siège de la ville de Québec et la capture de Louisbourg privait la France de sa seule base navale d'importance au Canada, d'autant plus que quatre vaisseaux de ligne sont détruits lors des combats et un cinquième est capturé. À son retour d'Amérique du Nord, Boscawen reçoit les remerciements, aussi bien des deux chambres du Parlement pour ses services. Le Roi le nomme Privy Counsellor (Conseiller privé) en reconnaissance de ses services, aussi bien en tant que membre du Board of Admiralty qu'en tant que commandant en chef
- Au cours de la guerre de Sept Ans, il battit la flotte française de 14 vaisseaux chargée d'assurer un débarquement en Écosse, à la bataille de Lagos (19 août 1759), au large des côtes du Portugal.

#### Bataille de Lagos
Pour un article plus général, voir Bataille de Lagos (1759).

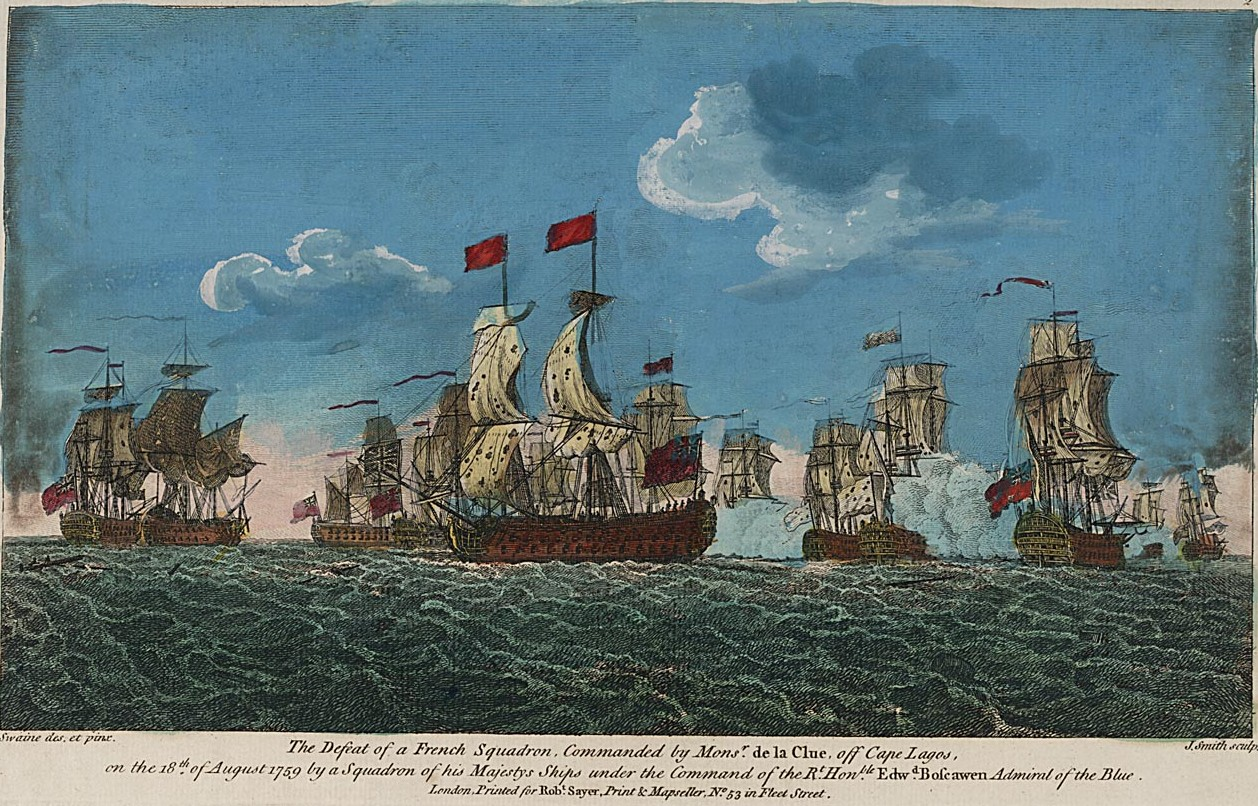
La bataille de Lagos (1759)
par Francis Swaine

En avril 1759, Boscawen prend le commandement d'une flotte envoyée en direction de la Méditerranée. Son objectif est d'éviter une nouvelle tentative d'invasion de la Grande-Bretagne par les Français. Arborant son pavillon amiral sur le HMS Namur, de 90 canons, tout juste sorti des chantiers navals, il bloque le port de Toulon empêchant toute sortie de La Clue-Sabran. Afin d'essayer de faire sortir les Français du port dans lequel ils s'étaient réfugiés, Boscawen envoie trois de ses bâtiments bombarder le port. Cependant, les batteries de canons positionnées autour de la ville contraignent ces vaisseaux à s'éloigner de la côte. Ayant subi des dégâts lors de ces échanges de tirs, Boscawen ramène sa flotte à Gibraltar pour réparation et réapprovisionnement en vivres. Le 17 août, une frégate qui avait été détachée pour surveiller le détroit de Gibraltar signale une flotte française en vue. Boscawen ordonne alors à tous ses vaisseaux disponible de reprendre la mer immédiatement pour se porter à la rencontre de La Clue-Sabran. Pendant la nuit, les Britanniques lancent la chasse. Cinq vaisseaux français parviennent, à la lueur de la lune à de détacher de la flotte et à s'échapper, les autres s'enferment dans une baie située à proximité de Lagos, sur la côte portugaise.
Après une courte période d'observation, le combat s'engage avec les sept vaisseaux français. Le Centaure affronte en duel le HMS Namur mais, écrasé par le nombre supérieur de canons de son adversaire, il abaisse son pavillon. Néanmoins, le Centaure s'est bien battu et les dégâts infligés au Namur sont considérables, à tel point que Boscawen est contraint de déplacer son pavillon à bord du HMS Newark, de 80 canons. Alors qu'il opère le transfert, la petite embarcation à bord de laquelle se trouvait Boscawen est touchée par un boulet français. Boscawen ôte alors sa perruque et l'utilise pour combler le trou qui était apparu dans la coque. Deux autres vaisseaux français, le Souverain et le Guerrier parviennent à s'échapper pendant la deuxième nuit et, au matin du 19 août, les Britanniques parviennent à capturer le Téméraire et le Modeste. Le vaisseau-amiral l'Océan et le Redoutable sont échoués volontairement et incendiés par leurs propres équipages pour empêcher les Britanniques de s'en saisir. Les cinq vaisseaux français ayant réussi à éviter le combat se réfugient à Cadix où Boscawen ordonne à l'amiral Broderick de bloquer le port. Cette bataille donne lieu à une certaine controverse, les Britanniques ayant poursuivi et attaqué les Français dans les eaux d'un pays neutre, ce qui est contraire aux lois de la guerre. Cette controverse explique probablement le fait que Boscawen n'ait pas reçu autant de reconnaissance pour cette victoire, comparée à celle reçue par d'autres amiraux pour des succès moindres.

### Dernières années, honneurs et postérité

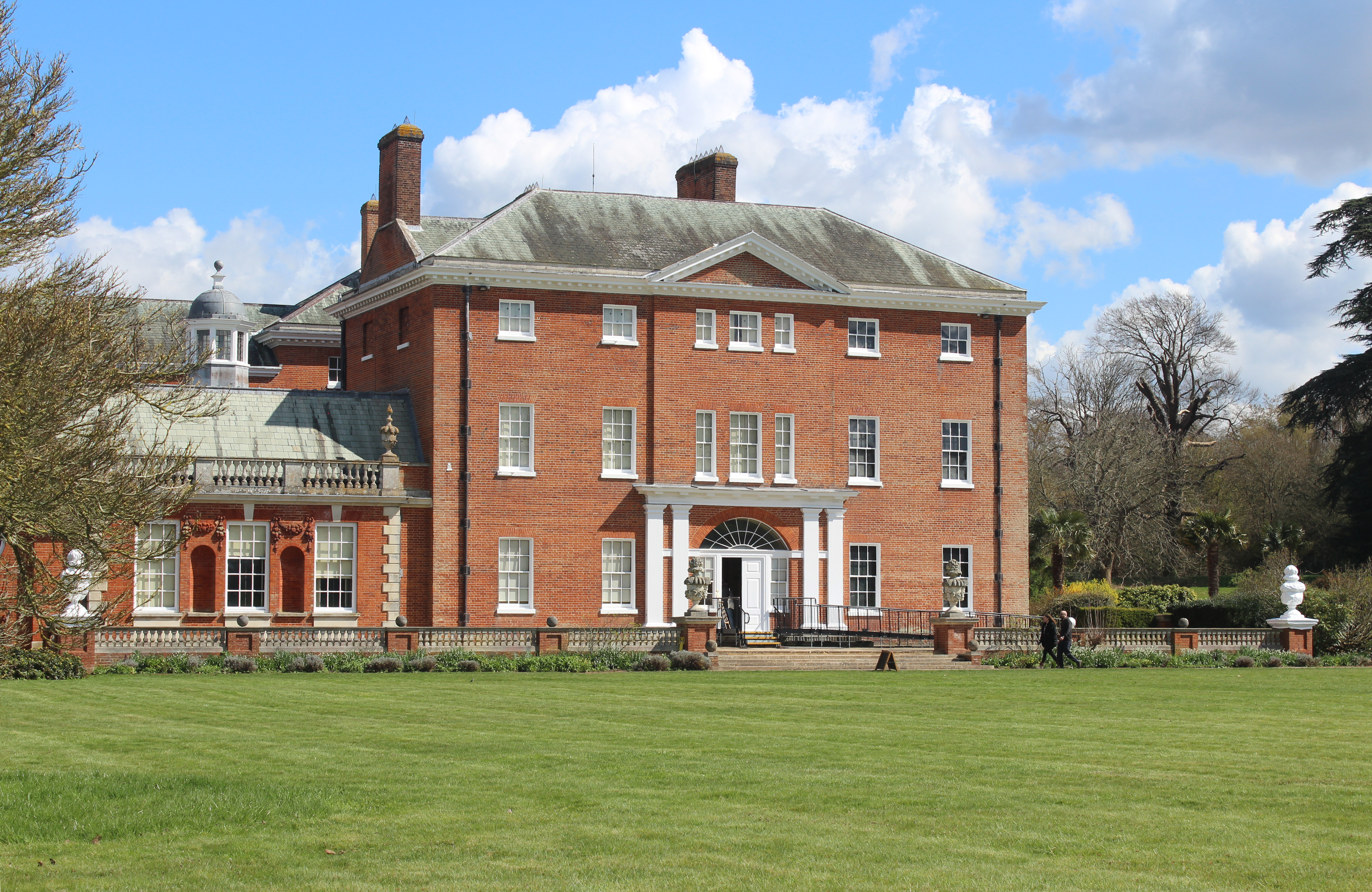
Hatchlands Park, maison d'Edward Boscawen

Boscawen retourne en Angleterre où il est promu General of Marines en remerciement pour ses faits d'armes. Il reçoit le Freedom of the City d'Édimbourg. L'amiral Boscawen reprend la mer pour la dernière fois et part croiser au large des côtes françaises, à la hauteur de la baie de Quiberon. Après une violente attaque de ce qui sera diagnostiqué plus tard comme étant une fièvre typhoïde, l'amiral regagne la terre, le 10 janvier 1761, et décède dans sa propriété d'Hatchlands Park dans le Surrey. Sa dépouille est transférée à la St. Michael’s Church, Penkivel, en Cornouailles où il est inhumé. Le monument funéraire comporte l’inscription suivante :
Le Premier ministre William Pitt l'Ancien avait un jour dit à Boscawen : « Quand je fait part aux autres Officiers des expéditions que je pourrais projeter, ils soulèvent toujours les difficultés qu'elles comportent, alors que vous savez toujours y déceler les opportunités [qu'elle présentent]. »

### Honneurs et postérité
La ville de Boscawen dans le New Hampshire a été nommée en son honneur, tout comme la Boscawen Street et le Boscawen Park situés à Truro, en Cornouailles. Deux vaisseaux et une stone frigate de la Royal Navy ont porté le nom de HMS Boscawen, en l'honneur de l'amiral Boscawen. Un autre vaisseau devait porter son nom mais sa construction est annulée.

## Frances Evelyn Boscawen

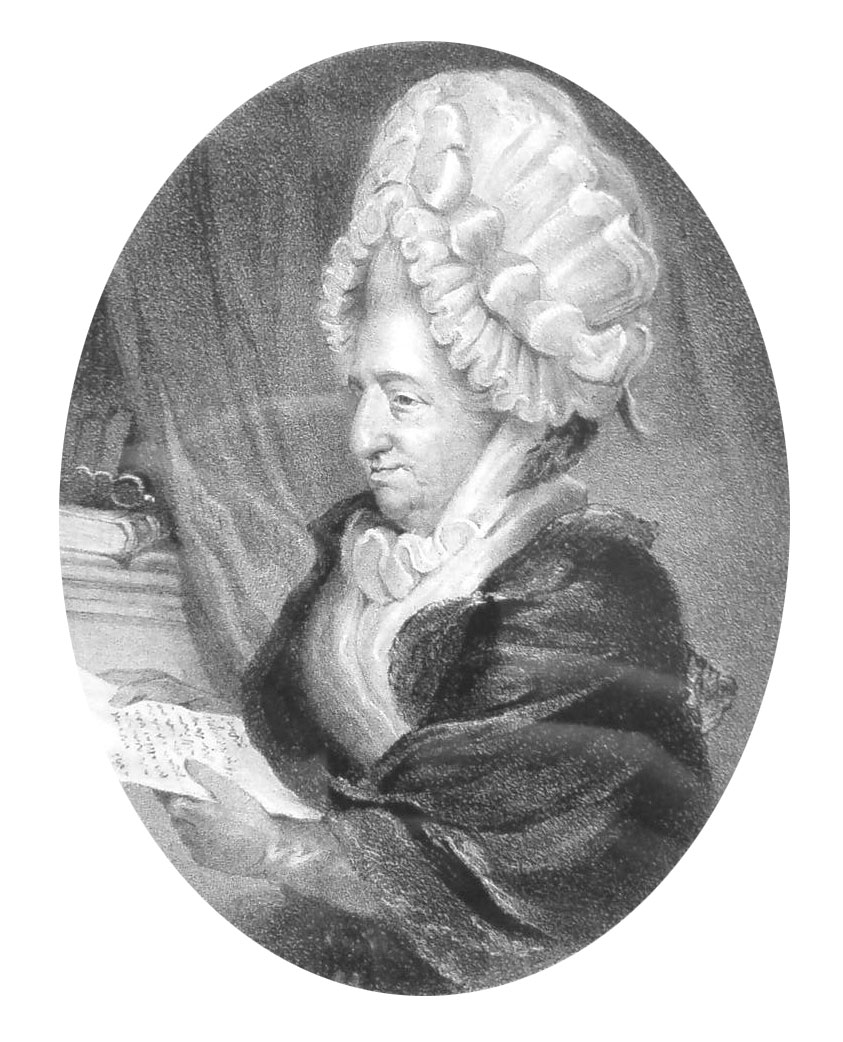
Frances Evelyn Boscawen née Glanville (9 juin 1719 – 25 février 1805)

En 1742, Boscawen épouse Frances Evelyn Glanville (1719–1805), avec qui il a trois fils et deux filles. Leur plus jeune fils, George succède à son oncle en tant que troisième vicomte Falmouth. Leur fils aîné, Edward Hugh meurt en 1774 et sa sœur Frances Leveson-Gower, en 1801, tous deux avant leur mère. Frances Boscawen décède à Londres, en 1805.
Après la mort de son mari, Frances devient une hôte importante des réunions de la Blue Stockings Society. Parmi ses invités figuraient Elizabeth Montagu, le Dr Johnson, James Boswell, Joshua Reynolds, Frances Reynolds, Élisabeth Carter, puis plus tard Hannah More. Elle « était largement connue dans le Londres littéraire comme une épistolière et une salonnière modèle, appréciée pour son esprit, son élégance et son grand cœur », selon l'historienne Elizabeth Eger.

### Source et bibliographie
- W. A. B. Douglas, « BOSCAWEN, EDWARD », Dictionnaire biographique du Canada, vol. III,‎ 1741-1770 (lire en ligne)
- (en) John Knox Laughton, « Boscawen, Edward (1711-1761) », Dictionary of National Biography, Londres, Smith, Elder & Co,‎ 1885-1900 (lire en ligne)
- (en) William Fowler, Empires at War : The Seven Years' War and the Struggle for North America 1754-1763, Douglas & McIntyre, mars 2005, 320 p. (ISBN 978-1-55365-096-6) ;
- (en) Brian Lavery, The Ship of the Line, vol. 1 : The development of the battlefleet 1650-1850, Conway Maritime Press, 2003 (ISBN 0-85177-252-8) ;
- (en) Dudley Pope, At 12 Mr. Byng was Shot, Phoenix Press, 2002, 352 p. (ISBN 978-1-84212-607-3).
- (en) The Naval Chronicle, vol. 7, Bunney & Gold (lire en ligne)
- (en) The Naval Chronicle, vol. 8, Bunney & Gold (lire en ligne)
- (en) The Naval Chronicle, vol. 10, Bunney & Gold (lire en ligne)
- (en) The Naval Chronicle, vol. 11, Bunney & Gold (lire en ligne)